# Giuseppe Giordani

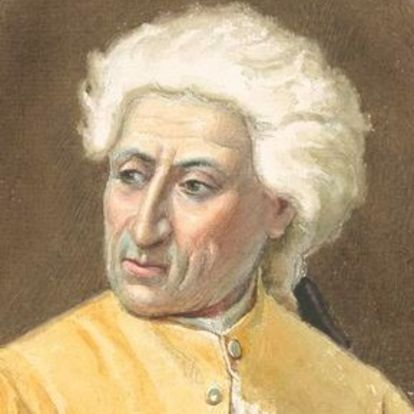
Porträt von Giuseppe Giordani

Giuseppe Tommaso Giovanni Giordani (Giordano) (* 19. Dezember 1751 in Neapel; † 4. Januar 1798 in Fermo) war ein italienischer Komponist der Klassik, sein wichtigster Schaffensbereich war die Oper.

## Leben und Wirken
Giuseppe Giordani war ein Schüler des Konservatoriums von S. Maria di Loreto in Neapel. Seine Lehrer waren  Gennaro Manna (1715–1779), Antonio Sacchini, Pietro Antonio Gallo (um 1695–1777) und Fedele Fenaroli. Zu seinen Mitstudenten gehörten  Domenico Cimarosa und Niccolò Antonio Zingarelli. 1774 wurde er Kapellmeister am Dom S. Gennaro von Neapel. Seine erste Oper L’Epponina wurde 1779 aufgeführt. 
Nach der erfolgreichen Aufführung der Oper La disfatta di Dario 1789 im Teatro alla Scala von Mailand wurde Giordani Kapellmeister der Kathedrale von Fermo. Seine Werke wurden zu Lebzeiten in Norditalien, aber auch in Madrid, Lissabon und Dresden aufgeführt.
Die weithin bekannte Vertonung des Gedichtes Caro mio ben wurde lange Zeit dem älteren Bruder Tommaso Giordani zugeschrieben. Sie ist nach neueren Erkenntnissen möglicherweise von Giuseppe Giordani.